# برنامه‌ریزی مکانی دریایی
برنامه‌ریزی مکانی دریایی (به انگلیسی: Marine spatial planning)، فرآیندی است که چندین کاربر از اقیانوس - از جمله انرژی، صنعت، دولت، حفاظت و تفریح - را برای تصمیم‌گیری آگاهانه و هماهنگ دربارهٔ شیوهٔ استفاده پایدار از منابع دریایی گرد هم می‌آورد. برنامه‌ریزی مکانی دریایی به‌طور کلی از نقشه‌ها برای ایجاد تصویر جامع‌تری از یک منطقه دریایی استفاده می‌کند - شناسایی مکان و شیوهٔ استفاده از یک منطقه اقیانوسی و منابع طبیعی و زیستگاهی که وجود دارد. این شبیه به آمایش سرزمین یا برنامه‌ریزی کاربری سرزمین است، اما برای آب‌های دریایی.